# NGC 1135
NGC 1135 (другие обозначения — ESO 154-18, PGC 10807) — галактика в созвездии Часы.
Этот объект входит в число перечисленных в оригинальной редакции «Нового общего каталога».
Джон Гершель перечислил две галактики, южная из которых (получившая обозначение GC 622) по его словам, расположена в двух угловых минутах южнее другой (GC 621). Первая галактика была внесена в каталог под обозначением NGC 1136, а вторая — под обозначением NGC 1135. Более века считалось, что это разные галактики, однако их описания, данные Гершелем, почти идентичны, и северная галактика, как сказал Гершель, гораздо слабее южной, и он не мог описать её как просто «тусклую». Поэтому Гарольд Корвин и Кортни Селигман считают, что NGC 1135 и NGC 1136 — одна и та же галактика. Также, многие сайты отождествляют NGC 1135 с галактикой PGC 10800, но эта идентификация ошибочна.